# Три дровосека
«Три дровосека» — рисованный мультипликационный фильм 1959 года по мотивам русской народной сказки «Пузырь, Соломинка и Лапоть». Это одна из лучших постановок режиссёра Леонида Амальрика.

## Сюжет
Жили-были три товарища — Пузырь, Соломинка и Лапоть. И приключилась с ними необычная история, когда пошли они за дровами в лес. Пузырь был ленив, его было трудно заставить что-то делать. Большую часть работы делал лапоть. Именно Лапоть на себе перевёз всех через реку, после чего его пришлось сушить на костре. Пузырь на обратном пути бросил свои дрова, из-за чего взлетел, верёвка на нём развязалась,и он сдулся. Когда Соломинка его надула, то он раскаялся в своей лени и понёс все дрова, какие троица нарубила в лесу. Но когда они переходили через замерзшую реку, то под ними лёд проломился, Соломинка пошла ко дну; тогда Лапоть нырнул за ней, а Пузырь схватил Лаптя за ноги и обоих вытащил. А потом все втроём пришли домой, затопили печь и приготовили ужин.

## Создатели
| Авторы сценария           | Сюзанна Бялковская, Анатолий Сазонов                                                                                              |
| Режиссёр                  | Леонид Амальрик |
| Художники-постановщики    | Надежда Привалова, Татьяна Сазонова                                                                                               |
| Композитор                | Никита Богословский |
| Оператор                  | Михаил Друян |
| Звукооператор             | Николай Прилуцкий |
| Ассистенты                | Галина Андреева, Юрий Прытков |
| Художники-мультипликаторы | Борис Бутаков, Иван Давыдов, Вадим Долгих, Вячеслав Котёночкин, Рената Миренкова, Лидия Резцова, Татьяна Таранович, Елена Хлудова |
| Художники-декораторы      | Ольга Геммерлинг, Ирина Кускова, Константин Малышев, Елена Танненберг                                                             |
| Роли озвучивали           | - Георгий Вицин – Пузырь, - Елена Понсова – Соломинка, - Александр Ханов – Лапоть, - Борис Толмазов – рассказчик                  |

## Отзывы
Леонид Амальрик, говорят, был человек с характером, не каждый мог с ним работать.— Сергей Капков

Он был строг, но в работе всем и во всём помогал. Порядок в группе у Амальрика был идеальный. Если у него терялся хотя бы один кадр, это становилось неслыханным событием!

Мой любимый фильм с Амальриком — «Три дровосека». Сценарий написали мой брат Анатолий Сазонов с женой. Сначала они нарисовали комикс по сказке Афанасьева «Пузырь, соломинка и лапоть» — для журнала «Весёлые картинки». Но там финал был трагический, герои погибали, а мы решили сделать оптимистический конец. Я принесла этот комикс Амальрику, и он согласился снять фильм.— Татьяна Сазонова